# Resolució 957 del Consell de Seguretat de les Nacions Unides
La Resolució 957 del Consell de Seguretat de les Nacions Unides, aprovada el 15 de novembre de 1994 després de reafirmar la Resolució 782 (1992) i totes les resolucions posteriors sobre Moçambic, el Consell va donar la benvinguda a les recents eleccions els dies 27-29 d'octubre de 1994 de conformitat amb els acords de pau de Roma i va ampliar el mandat de l'Operació de les Nacions Unides a Moçambic (ONUMOZ) fins que un nou govern va assumir el poder, però abans del 15 de desembre de 1994, amb una retirada total abans del 31 de gener de 1995.
El Consell de Seguretat va reiterar la seva intenció de confirmar els resultats de les eleccions, quan les Nacions Unides va declarar que el vot fos lliure i just, cridant totes les parts de Moçambic a acceptar els resultats de les eleccions. Els resultats van ser aprovats en la Resolució 960. Se'ls va instar a completar el procés de reconciliació nacional amb una democràcia multipartidista i respectar els principis democràtics.
L'ONUMOZ i diversos civils especialistes en logística, desminatge i formació del personal, especialistes militars, oficials d'estat major i un petit destacament d'infanteria estaven autoritzats a completar les seves operacions residuals abans de la seva retirada del 31 de gener de 1995, de conformitat amb un calendari proposat pel Secretari general. El secretari general Boutros Boutros-Ghali havia de presentar un informe final sobre la terminació de l'ONUMOZ.